# Fridolf Helin
Johan Fridolf Helin, född den 4 januari 1816 i Stockholm, död där den 7 november 1886, var en svensk militär.
Helin blev officer 1836, kapten vid Värmlands regemente 1848, major och överstelöjtnant 1860 samt var överste och chef för Värmlands fältjägarregemente 1871–1873. Han blev riddare av Svärdsorden 1861.
Fridolf Helin var son till kammarrådet Johan Helin och Albertina Jaeger. Han gifte sig 1854 med Marie Louise Löwenhielm (1822–1913). Makarna vilar på Norra begravningsplatsen utanför Stockholm.